# Лю Пенцзи
Лю Пенцзи (спрощ.: 刘盆子; кит. трад.: 赧王; піньїнь: Liu Penzi; нар. 10) — маріонетковий імператор відновленої китайської імперії Хань.

## Життєпис
Належав до нащадків Лю Чжана, який брав участь у зведенні на престол імператора Лю Хена. Дід Лю Пенцзи, Лю Сянь, отримав від імператора Лю Ши дворянський титул, що перейшов після смерті Лю Сяня до його сина, Лю Мена (батька Лю Пенцзи), втім коли Ван Ман узурпував трон, рід Лю втратив свої володіння. Коли «червоноброві» підбурили повстання проти Ван Мана, Лю Пенцзи разом зі старшими братами Лю Гуном і Лю Мао опинились у їхніх військах. Коли генерал Фан Чун тимчасово став на бік Лю Сюаня, який повалив Ван Мана, Лю Гун вирушив разом із ним до столиці, міста Лоян, й отримав від нового імператора титул, що дозволив йому повернути спадщину батька. Коли Фан Чун утік з Лояна назад до «червонобрових» у Пуян, Лю Гун вирушив за ним, але залишився прибічником Лю Сюаня. Лю Мао і Лю Пенцзи залишались при військах «червонобрових» як пастухи.
25 року «червоноброві» вирішили, що Лю Сюань їх не влаштовує, і їм потрібен свій імператор. Узявши трьох нащадків Лю Чжана, вони змусили їх тягнути жереб, після чого 14-річний Лю Пенцзи був проголошений імператором, однак жодної реальної влади не отримав, і продовжував залишатись пастухом, поки «червоноброві» не ввійшли до столиці Чанань.
«Червоноброві», однак, виявились поганими керівниками, їхні грабунки розлютили містян, і 26 року, після спалення багатьох палаців і розграбування продовольчих запасів, вони вирушили на захід у напрямку сучасної провінції Ганьсу. Однак місцевий воєначальник Вей Сяо відбив їхній наступ, і їм довелось відступити на схід. Імператор Ґуан У розпочав проти них війну на виснаження, й навесні 27 року вони здались. Лю Пенцзи відмовився від свого титулу, й імператор Ґуан У пробачив його.
Імператор зробив Лю Пенцзи помічником свого дядька Лю Ляна, чжаоського князя. Згодом Лю Пенцзи осліп у результаті хвороби, й отримав від імператора земельний наділ, що дозволив йому жити на ренту.